# Albert Voisard

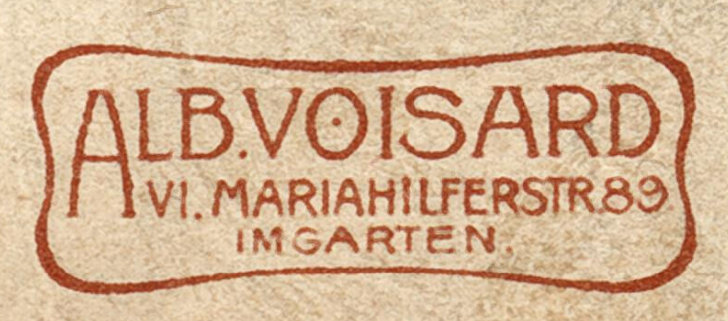
Logo/Stempel von Albert Voisard

Albert Voisard (* 9. Januar 1862 in Augsburg; † November 1932 in Wien) war ein französischstämmiger Fotograf, der sich in Wien auf Kinderfotografie spezialisierte.

## Leben
Albert Voisard war ein Sohn des Joseph Voisard, der 1846 mit seiner Frau von Cunelières nach Augsburg zog, wo er als Graveur-Direktor in die Geschäftsleitung der Kattundruckerei Schöppler & Hartmann eintrat. Die Familie behielt ihr Heimatrecht in Cunelières stets bei.
Albert Voisard absolvierte vermutlich in München eine Ausbildung zum Fotografen. Im Mai 1885 zog er nach Neu-Ulm, wohin ihm bald seine älteren Geschwister Karl (* 1859) und Maria Karolina (* 1857) folgten. Die Brüder Voisard eröffneten in der Augsburger Straße 10 ein Fotoatelier, die Schwester führte ihnen den Haushalt. Ende Juli 1885 zogen die drei Geschwister nach Augsburg zurück, wo sie am 11. September 1885 das Photographengeschäft Gebr. Karl & Albert Voisard an der Ecke Grottenau/Fuggerstraße eröffneten. Ende August 1891 zogen die Brüder Voisard nach München. Schon am 5. August 1891 hatten die Fotografen Erdmann Spalke und Wilhelm Kluge das Augsburger Atelier übernommen.
Offenbar trennten sich in München, wo Albert Voisard laut DNB-Eintrag Inhaber des Ateliers Maximilian in der Kanalstraße 47 war, die Wege der Brüder Voisard. Albert Voisard ist ab 1894 in Wien nachweisbar, wo er in der Mariahilfer Straße 89 „im Garten“ offenbar allein ein Fotoatelier betrieb. Voisard warb auf manchen seiner Fotokartons damit, der erste Kinderfotograf Wiens zu sein, porträtierte aber auch Erwachsene, darunter den 1918 verstorbenen Viktor Adler und am 21. November 1909 Karl Lueger. Etliche Aufnahmen Voisards wurden auch als Ansichts- bzw. Glückwunschkarten vertrieben. Dabei handelte es sich oft um Fotomontagen mit Bildern von Babys oder Kleinkindern.
1905 unterzeichnete er eine Protestkundgebung gegen die Bildung einer Genossenschaft in Wien und die Einbeziehung der Photographie in die handwerksmäßigen Gewerbe. Voisard wird noch 1913 in der Pharmazeutischen Presse als „der weit über die Grenzen der Monarchie bekannte Photograph“ erwähnt, danach werden seine Spuren spärlich. Ein Kinderbild, das auf Ebay zum Kauf angeboten wurde, ist angeblich auf 1914 datiert. Die online auffindbaren Fotografien Voisards scheinen alle spätestens im zweiten Jahrzehnt des 20. Jahrhunderts entstanden zu sein.
Albert Voisard wurde am 26. November 1932 unter starker Teilnahme der Öffentlichkeit auf dem Friedhof von Mauer bei Wien,  heute Teil des 23. Wiener Gemeindebezirks Liesing, bestattet. Der Fotograf war aber noch im Wiener Adressbuch von 1938 zu finden.